# Wierzbica (Powiat Radomski)
Wierzbica ist ein Dorf sowie Sitz der gleichnamigen Landgemeinde im Powiat Radomski der Woiwodschaft Masowien, Polen.

## Gemeinde
Zur Landgemeinde Wierzbica gehören folgende 16 Ortschaften mit einem Schulzenamt:
Błędów
Dąbrówka Warszawska
Łączany
Podgórki
Polany
Polany-Kolonia
Pomorzany
Pomorzany-Kolonia
Ruda Wielka
Rzeczków
Stanisławów
Suliszka
Wierzbica
Wierzbica-Kolonia
Zalesice
Zalesice-Kolonia
Ein weiterer Ort der Gemeinde ist Rzeczków-Kolonia.

## Verkehr
Nach dem Ortsteil Ruda Wielka ist ein Haltepunkt der Bahnstrecke Warszawa–Kraków, der allerdings auf dem Gebiet der Nachbargemeinde Kowala liegt, benannt. Ebenfalls auf dem Gemeindegebiet befindet sich der Haltepunkt Wola Lipienicka, der allerdings nach zwei Ortsteilen der Nachbargemeinde Jastrząb benannt ist.